# Yuzu – die kleine Tierärztin
Yuzu – die kleine Tierärztin (japanisch ゆずのどうぶつカルテ Yuzu no Dobutsu Karte) ist eine Manga-Serie von Mingo Itō. Sie erschien in Japan von 2016 bis 2018 und wurde ins Deutsche und Englische übersetzt. Die Shōjo-Serie dreht sich um ein Mädchen, das in einer Tierklinik aushilft.

## Inhalt
Die elfjährige Yuzu muss zu ihrem Onkel Akihito ziehen, weil ihre Mutter schwer krank wird. Ihr Vater ist bereits vor einiger Zeit gestorben, sodass sonst niemand bleibt, der sich um sie kümmern kann. Ihr Onkel führt eine Tierklinik, was es Yuzu umso schwerer macht, sich in ihrem neuen Zuhause wohl zu fühlen. Denn sie hat vor jeglichen Tieren Angst – und Tiere reagieren auch oft abweisend auf sie. Nun soll sie hier sogar aushelfen, weil Personalmangel herrscht. Langsam wird sie an die Tiere, die als Patienten in die Klinik kommen, herangeführt. Sie erlebt Rückschläge, erkennt durch die Erlebnisse aber auch mehr über sich selbst. Mir ihrer Empathie ist sie eine große Hilfe im Umgang mit den Haltern der Patienten.

## Veröffentlichung
Die Serie erschien zunächst in einzelnen Kapiteln im Magazin Nakayoshi beim Verlag Kodansha. Sie startete im August 2016 und wurde im November 2018 abgeschlossen. Von Dezember 2016 bis Februar 2019 wurde der Manga in sieben Sammelbänden herausgegeben. Ab Dezember 2018 erschien im Nakayoshi eine Fortsetzung unter dem Titel Yuzu no Dōbutsu Karte: Chiisana Jūi - Kochira Wan Nyan Dōbutsu Byōin (ゆずのどうぶつカルテ ～小さな獣医～ こちらわんニャンどうぶつ病院). Eine deutsche Fassung startete im April 2024 bei Carlsen Manga und umfasst bisher sechs Bände (Stand August 2025). Die Übersetzung stammt von Luise Steggewentz. Der amerikanische Ableger von Kodansha veröffentlicht den Manga auf Englisch.